# Los Angeles Latino International Film Festival
Het Los Angeles Latino International Film Festival is een zesdaags filmfestival in Los Angeles dat zich toelegt op films in de Spaanse en Portugese taal. Het festival werd in 1997 in het leven geroepen en wordt georganiseerd door het Los Angeles Latino International Film Institute.
In 2013 werd de prijs in de categorie beste regie uitgereikt aan de Nederlandse Miriam Kruishoop voor haar film Greencard Warriors, die ook bekendstaat onder de titel Crosstown.